# Белая Церковь (аэродром)
Белоцерковский аэродром — грузовой аэродром, находящийся в городе Белая Церковь, всего в 80 км от города Киев. До 90-х годов 20 века был местом базирования полка дальней авиации, а после Белоцерковским авиаремонтным заводом.

## История

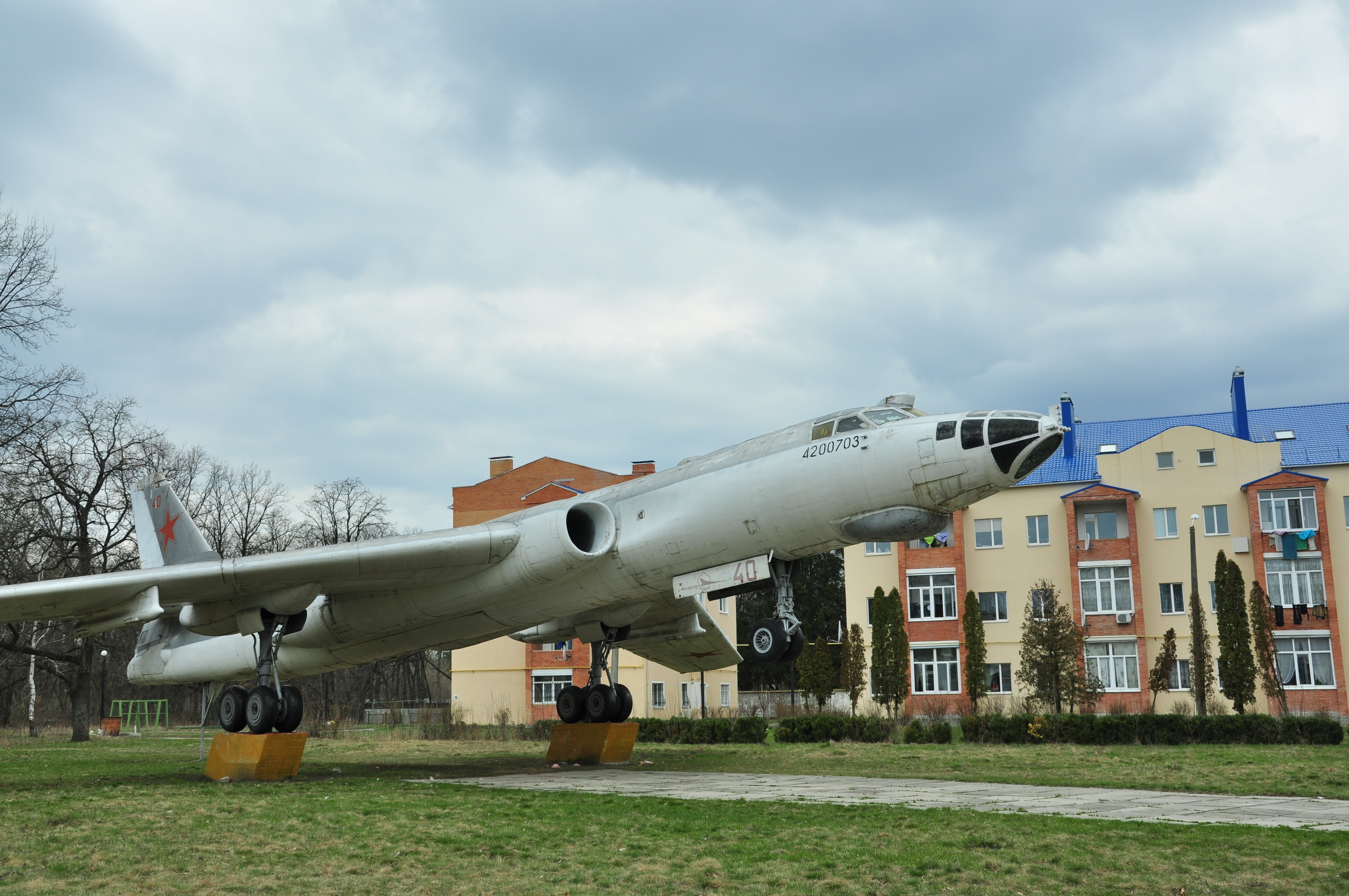
Памятник Ту-16, установленный в 1984 году в честь 40-летия 251-го гвардейского бомбардировочного полка

История начинается с того, что в городе Белая Церковь в 1927 году возведён авиаремонтный завод. Позже в 1936 году был построен первый ангар и диспетчерская вышка. После окончания Второй мировой войны, в 1946 году на территории завода создана 219-я авиационно-ремонтная база. До распада Советского союза, авиаремонтный завод занимался ремонтом и модернизацией самолётов Ту-16, Ту-22/М, Ту-95.
В независимой Украине, после ликвидации стратегической авиации, завод пришёл в упадок. Однако в 1999 году постановлением Кабмина перевёл авиаремонтный завод в юрисдикцию Белоцерковского местного совета. А уже в 2000 году на базе завода сформировали КП «БВАК», основной деятельность которого была обеспечение ремонта, в авиационном направлении. Ныне предприятие «БВАК» занимается ремонтом воздушных суден типа ИЛ и АН, а также является аэродромом для грузовых авиакомпаний.

## Инфраструктура аэродрома
На аэродроме находится 1 ВПП маркировкой 36/18, длиной 2500 м и шириной 42 м, доступен только визуальный заход на посадку (VFR)

Класс аэродрома, индекс воздушных судов (код аэродрома по ICAO): класс В, код 4D.

PCN покрытия ВПП аэродрома: Бетон 21/R/В/Х/U
.